# Le Puy-Notre-Dame

Le Puy-Notre-Dame este o comună în departamentul Maine-et-Loire, Franța. În 2009 avea o populație de 1,292 de locuitori.